# Grigor III
Grigor III – duchowny Apostolskiego Kościoła Ormiańskiego, w latach 1721–1729 jeden z patriarchów tego Kościoła, Patriarcha-Katolikos Wielkiego Domu Cylicyjskiego.